# Louis Des Masures
Louis des Masures, latinisé en Ludovicus Masurius, est un poète français, né à Tournai vers 1510 et mort à Eschery (Sainte-Marie-aux-Mines) le 17 juin 1574.

## Biographie

### De Tournai à la Lorraine
Il a rendu hommage en vers latins à ses parents, Adrien Des Masures et Catherine Marcanda. Cela dit, on sait peu de choses sur sa jeunesse. Il a probablement étudié à Paris, sous la conduite de son cousin Toussaint d'Hocédy, qui était premier secrétaire du cardinal Jean de Lorraine. Des Masures entra lui-même au service du cardinal à compter de 1536 et devint son premier secrétaire en 1543, lorsque Toussaint d'Hocédy fut fait évêque de Toul. Il eut ainsi l’occasion de fréquenter de nombreux humanistes et écrivains gravitant à la cour de France, parmi lesquels Clément Marot, Jean Salmon Macrin, Mellin de Saint-Gelais, Jacques Colin, Lancelot de Carle, Jean Martin, Hugues Salel, François Rabelais, Jacques Peletier du Mans, Nicolas Herberay des Essarts. Ses premiers travaux sont des traductions, avec d’abord celle des deux premiers livres de l'Énéide (1547).
On a dit qu'il aurait été capitaine de cavalerie et qu'il aurait été soupçonné en 1547 d’intelligence avec les troupes impériales, ce qui aurait provoqué sa disgrâce et l'aurait contraint à quitter la cour. En réalité, si l'on se réfère à ses propres témoignages, il aurait plutôt fait l'objet d'un rapport malveillant, le mettant en cause sur le plan politique ou religieux. Étant donné le climat inquisitorial et suspicieux qui régnait au début du règne d'Henri II, il n'avait d'autre choix que de quitter Paris au plus vite pour éviter une interpellation et un possible procès. Le cardinal Jean de Lorraine lui conserva sa confiance et le garda comme premier secrétaire. Par ailleurs, il lui offrit un refuge en Lorraine, donc en terre étrangère : en sa qualité d'abbé de Cluny, il le mit en possession, à titre commendataire, du prieuré Saint-Melaine de Vandœuvre, aux portes de Nancy, qui n'avait plus de titulaire depuis quelque temps. Des Masures vint prendre possession de sa nouvelle résidence dans la courant de l'année 1548. Dans ses vers, il a célébré à plusieurs reprises ce lieu paisible, qu'il appelait son Agellus Sammelianus.

### L’Italie et la Lorraine encore
Au cours de l'hiver 1549, Des Masures se rendit en Italie. Il se fixa à Rome pour un peu plus d’un an, protégé par le cardinal Jean du Bellay . C’est à lui qu’il dédia en août 1549 sa traduction du troisième livre de l’Énéide. À l’occasion du conclave qui fit suite à la mort du pape Paul III, Des Masures revit le cardinal Jean III de Lorraine, qui le ramena en France. Il espérait, grâce à son appui, pouvoir revenir à Paris, lavé de tout soupçon. Mais la mort prématurée de ce protecteur, en mai 1550 à Montargis, mit fin à cet espoir. Des Masures rentra alors en Lorraine, où les régents des duchés (pendant la minorité du duc Charles III) lui offrirent un emploi de secrétaire rédacteur, dès l'été 1550. Il fut peu après anobli et nommé auditeur des comptes. Les années suivantes furent pour lui plutôt sereines. On lui confia diverses missions à caractère politique ou juridique. À l'automne 1551, il épousa Diane Baudoire, de Lunéville. Il se démit de son prieuré en faveur des deux frères de son épouse, qui étaient religieux bénédictins et qui le convoitaient. Diane lui donna un fils, Claude, au printemps 1553. Malheureusement, elle mourut quelques jours après. Le poète lui composa cette épitaphe :
Diane, en couche, se sentant
De la rude mort assaillie, 
Et déjà du tout lui étant
La vive parole faillie
À son mari de main pâlie
Montre un beau fils, produit à l'heure, 
Comme voulant dire: « Ne pleure
Avecques l'adieu d'un baiser, 
Ce bel enfant qui te demeure, 
Sera pour ton deuil apaiser ».
Des Masures se remaria à l'automne 1553 avec Anne Berman, riche héritière de Saint-Nicolas-de-Port. À partir de là, il vécut dans cette localité. En plus de ses occupations officielles, il resta en relation avec des lettrés parisiens, tels Pierre de Ronsard, Joachim Du Bellay ou François Habert. Sa traduction de l’Énéide, qui était sa principale tâche littéraire, fut publiée dans son intégralité en 1560 à Lyon par Jean I de Tournes.

### La conversion
C’est finalement de la plume de Des Masures lui-même qu’on apprend les conditions de sa conversion au protestantisme. Pendant une étape à Genève lors de son retour d’Italie, il aurait rencontré Théodore de Bèze, Pierre Viret et Jean Calvin, qui l’auraient endoctriné et lui auraient demandé de traduire les psaumes que Marot n’avait pas traduits. Lors de son séjour en Lorraine dans les années 1550, Des Masures laissa libre expression à sa foi protestante. Il participa activement à la vie d'une communauté de réformés qui s'était secrètement constituée à Saint-Nicolas.
Mais en janvier 1562, à la suite d'une dénonciation, cette communauté fut brutalement dispersée par la police ducale. Comme d'autres coreligionnaires, Des Masures prit la fuite et alla se réfugier à Metz, ville proche qui était sous tutelle française et où les réformés bénéficiaient d'une certaine tolérance.

### Metz
Des Masures allait passer cinq ans à Metz. Il est nommé à plusieurs reprises dans la Chronique protestante de Jean de Mory et de Jean Danoue, 1540-1609, comme notable, comme "ancien" et même comme ministre suppléant à compter de 1566. C’est à cette époque qu'il entreprit des œuvres marquées par le Protestantisme, dans un esprit de prosélytisme actif : paraphrases sacrées, épîtres et pamphlets, tragédies bibliques et diverses pièces poétiques adressées à tel ou tel notable pour défendre la foi réformée tout en revendiquant une totale obéissance politique. Beaucoup parurent à Genève, alors plaque tournante de l’édition réformée.

### Dernières années
Des Masures quitta Metz en 1567, à la suite de troubles locaux. Il alla s'installer à Sainte-Marie-aux-Mines, dans la partie située sous la souveraineté allemande des seigneurs de Ribeaupierre. Cependant, en raison de l'instabilité politique qui régnait dans la région, il préféra à deux reprises chercher asile à Strasbourg, entre novembre 1567 et mars 1569. C'est seulement en septembre 1569 qu'il vécut définitivement à Sainte-Marie. Mis à part quelques passages dans la vallée rhénane, à Heidelberg et plus tard à Bâle, deux villes où son fils fut étudiant, il n'a plus quitté son ancrage. Au cours de ces années, il composa une grande épopée sur les guerres de religion sous le titre de Borbonias, sive de bello civili ob religionis causam in Gallia gesto. Il est mort à Sainte-Marie en 1574.

## Œuvres (liste non exhaustive)
Elles sont très diverses (voir l'article d'Alain Cullière, publié dans BHR, 1985). Marquée d'abord par la tradition néolatine (avec notamment l' Énéide et les Carmina de 1557), elle porte ensuite l'empreinte courtisane de la Pléiade, pour s'infléchir vers le militantisme religieux. Comme le dit Mathieu Minet, l'histoire de Des Masures est celle d'une "réforme poétique" et de la "conversion d'une muse latine" (voir la bibliographie ci-dessous). À la liste fournie ici, il manque quelques plaquettes latines, le relevé des vers isolés, ainsi que divers écrits que Des Masures aurait fait paraître sous un pseudonyme.

### Traductions

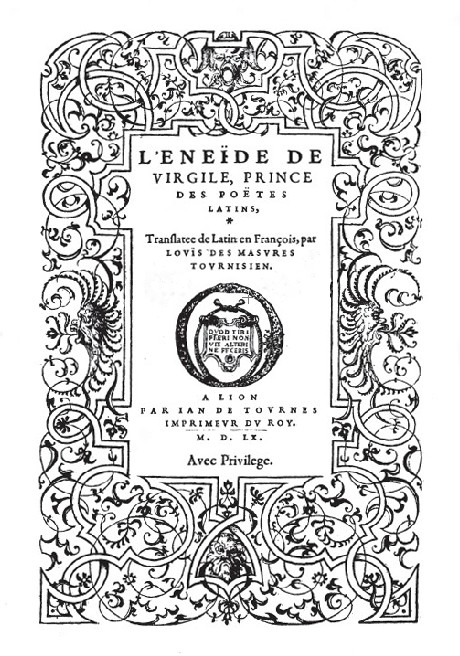
Page de titre de l'édition de lÉnéide de Lyon, Jean I de Tournes, 1560.

- Traduction en vers de l'Énéide de Virgile, Lyon, Jean I de Tournes, 1560.

Publication des livres I-II, Paris, Chrétien Wechel, 1547 (disponible sur Google Books) ; puis des livres I-IV, Lyon, Jean de Tournes, 1552 (disponible sur Google Books) ; Paris, Arnoul ou Charles L'Angelier, 1553 et 1554 ; puis des livres V-VIII, Lyon, 1557. Il existe plusieurs rééditions de la traduction complète (entre 1567 et 1615), éventuellement groupées avec d'autres traductions de Virgile qui ne sont pas de Des Masures.
- La Guerre cruelle entre le roy blanc et le roy maure [de Marco Girolamo Vida], traduicte par le seigneur Des Masures, Paris, Vincent Sertenas, 1556 (lire en ligne sur Gallica).

Reprise sous un autre titre plus clair et plus commercial : Le Jeu des eschecz, translaté en françois du latin de Hiérome Vida, par Louis Des Masures, Lyon, Jean I de Tournes et Guillaume Gazeau, 1557 (lire en ligne sur Gallica).
- Vingt pseaumes de David, traduits selon la vérité hebraïque & mis en rime franc̜oise par Louïs Des Masures, Lyon, Jean I de Tournes et Guillaume Gazeau, 1557 (lire en ligne sur Gallica).

Il s'agit des psaumes XVI, XLIX, LXXXI à LXXXIV, LXXXVI à XC, XCII à XCVII, CVI, CXVII, CXXXIX. Dédicace à Toussaint de Hocédy, évêque de Toul.
- Bref traité des sacremens en général, fait latin par M. Th. de Beze, et nouvellement traduit en françois par L. des Masures, Metz, Jean d'Arras et Oodinet Basset, 1564.

Dans : Vraye et droite intelligence de ces paroles de la saincte Cène de Jesus Christ, Cecy est mon corps, & c. Traitté... composé... en allemand par M. Thomas Erastus... et nouvellement traduit en françois par M. Pierre de Cologne... Autre bref traitté des sacremens en général, fait en latin par M. Théodore de Beze, et nouvellement traduit en françois par M. Louis des Masures, Metz, Jean d'Arras et Odinet Basset, 1564. Autre édition : Lyon, Jean d'Ogerolles, 1564.

### Théâtre biblique
- Trois Tragédies saintes : David combattant, David triomphant, David fugitif, Genève, François Perrin, 1566[6]. Dédicace à Philippe Le Brun, noble lorrain qui guerroyait alors en Quercy, lointain cousin de la première épouse de Des Masures. Réédition à Anvers en 1582 (lire en ligne sur Gallica, RISM D 1779), à Genève en 1583 par Gabriel Cartier (disponible sur e-rara.ch), à Paris en 1587 et 1595. Analyse de l'œuvre dans Lebègue 1929 p. 344-368. Voir aussi Dubois 2001 et Di Mauro 2006. Éditions modernes : par Charles Comte, Paris, E. Cornély, 1907 ;  rééd. Paris, Droz, coll. Société des textes français modernes, 1932 (lire en ligne sur Gallica) – par Michel Dassonville, Théâtre Français de la Renaissance, Première série, vol. 2 (1561-1566). Paris, PUF ; Florence, Olschki, 1989, p. 215-441.
- Les tragédies Josias (Genève, François Perrin, 1566) et Adonias (Lausanne, Jean Chiquelle, 1586), publiées sous le nom de "M. Philone", ont parfois été attribuées à Louis des Masures. Rien ne prouve que la première soit de lui. Quant à la seconde, compte tenu de sa date de parution et de son contenu, elle ne peut être de lui.

### Poésie néolatine
- Ludovici Masurii Nervii carmina, Lyon , Jean I de Tournes et Guillaume Gazeau, 1557  (lire en ligne sur Gallica). Édition moderne, avec introduction, traduction et notes, par Mathieu Minet, Louvain, Presses universitaires de Louvain, 2017.
- Ludovici Masurii Nervii poemata, Bâle, Thomas Guarin, 1574, Reprend notamment le contenu du recueil de 1557 (Disponible sur e-rara.ch.). Édition, traduction et analyse détaillée dans la thèse de Mathieu Minet.

- Borbonias, sive de bello civili ob religionis causam in Gallia gesto. Manuscrit conservé à la Bibliothèque de Genève. Dédicace à Gaspard II de Coligny. Édition, avec traduction et analyse détaillée, par Mathieu Minet, mentionnée en bibliographie.

### Poésie française et autres pièces
- Babylone, ou la ruine de la grande cité et du règne tyrannique de la grande paillarde babylonienne, par L. Palercée, Genève, François Perrin, 1563. Traduction latine (Genève, François Perrin, 1569), reprise dans les Poemata de 1574 (f. 4-17).

- Œuvres poétiques de Louis Des Masures, Lyon, Jean I de Tournes et Guillaume Gazeau, 1557 (lire en ligne sur Gallica). Dédicace au cardinal Charles de Lorraine (1524-1574). Détail du contenu dans Lebègue, p. 332-333.
- Chant pastoral sur le partement de France et la bien-venue en Lorraine de Mgr Charles duc de Lorraine et de Madame Claude de France, son espouse, par Louis des Masures, Saint-Nicolas-de-Port , Didier Guillemin, 1559 (Verdun BM) et Lyon, Jean I de Tournes, 1559 (Nancy BM).
- Hymne sur la justice de Metz, de la prinse de Sainct-Quentin et de la conqueste de Calais, par L. des Masures, Toulouse, Guyon Boudeville, 1558 ; Lyon, Nicolas Odoard, 1558 ; Paris, Vincent Sertenas, 1559.
- Vingt six cantiques chantés au Seigneur, par Louis des Masures Tournisien, Lyon, Jean I de Tournes, 1564. La musique, restée anonyme, est peut-être de Claude Goudimel (Guillo 1991 no 71, RISM D 1778). Plusieurs des cantiques peuvent être chantés sur des mélodies du Psautier de Genève. Sur ces cantiques, voir Herdman 2004.
- Epistre à Madame la duchesse de Lorraine, Madame Claude de France, contre les calomniateurs en la cause de l'Évangile, par L. des Masures, Lyon, Jean de Tournes, 1564. Autre édition lyonnaise, sans nom, la même année.
- Bergerie spirituelle par L. des Masures, Genève, François Perrin, 1566. Contient 3 pièces à 4 voix (Guillo 1991 Index 53, RISM D 1781). Rééditée à Genève en 1583 par Gabriel Cartier avec les Tragédies saintes (RISM D 1780, Guillo 1991 Index 73).

- Eclogue spirituelle sur l'enfance de Monseigneur Henri, marquis du Pont, fils premier-nay de Monseigneur Charles duc de Lorraine. Par L. des Masures, Genève, François Perrin, 1566, avec trois pièces de musique à quatre parties reprises des cantiques de 1564 (Guillo 1991 Index 51). Rééditée à Genève en 1583 par Gabriel Cartier avec les Tragédies saintes (RISM D 1780, Guillo 1991 Index 73).